# 箱根町立箱根の森小学校
箱根町立箱根の森小学校（はこねちょうりつ はこねのもりしょうがっこう）は、神奈川県足柄下郡箱根町宮城野にある公立小学校。2008年（平成20年）4月1日に、「箱根町立箱根小学校」「箱根町立温泉小学校」「箱根町立宮城野小学校」の3校が統合して発足した。

## 沿革
- 2008年（平成20年）
  - 4月1日 - 「箱根町立箱根の森小学校」開校[1]。
  - 5月26日 - 開校記念式典[1]。
- 2009年（平成21年）8月12日 - フェンス設置工事[1]。
- 2010年（平成22年）6月7日 - 放課後児童クラブ開設[1]。
- 2012年（平成24年）
  - 3月6日 - 校歌盤披露式[1]。
  - 3月29日 - ピロティー人工芝張替工事[1]。
  - 5月30日 - 雨水タンク設置[1]。
  - 9月8日 - 校名入り看板設置[1]。
- 2013年（平成25年）
  - 6月27日 - 普通教室扇風機設置工事[1]。
  - 8月5日 - 校舎屋根等塗装工事[1]。
- 2016年（平成28年）5月17日 - 学級園「箱根の森」再整備事業完成式典挙行[1]。
- 2017年（平成29年）
  - 3月1日 - PTAより開校10周年記念品寄贈（スリッパ・屋外テント）[1]。
  - 8月22日 - タブレット・校務支援システム導入[1]。
  - 11月17日 - 開校10周年記念学習発表会開催[1]。

## 教育目標
- 郷土を愛し、学ぶ意欲を持ち、心豊かで、たくましく生きる児童の育成[2]
- また、箱根町内小学校3校・箱根中学校共通の合言葉として、「箱根を愛し かしこく やさしく たくましく」も制定されている[2]。

## 通学区域
出典
- 大平台
- 宮ノ下
- 底倉
- 小涌谷
- 木賀
- 宮城野
- 強羅
- 二ノ平
- 芦之湯
- 箱根（仙石原小学校の通学区域を除く）
- 元箱根（仙石原小学校の通学区域を除く）

## 進学先中学校
公立中学校に進学する場合
- 箱根町立箱根中学校

## 周辺
- 北辰神社
- 箱根町立宮城野保育園 - 進級前保育園のひとつ。
- この他、場所柄中小の宿泊施設も点在する。

## アクセス
出典
- 小田原駅東口4番乗り場、または箱根湯本駅3番乗り場から、「[T]湖尻桃源台」行、「[TP]ポーラ美術館」行箱根登山バス・伊豆箱根バス乗車し、「宮城野橋」バス停（国道1号線上）下車後、徒歩約7分。